# La Granja de Palmares
La Granja es un distrito del cantón de Palmares, en la provincia de Alajuela, de Costa Rica.

## Historia
La Granja fue creado el 14 de diciembre de 1964 por medio de Ley 3468. Segregado de Buenos Aires. es el distrito sétimo y último del Cantón de Palmares

## Geografía
La Granja cuenta con un área de 4,39 km² y una altitud media de 1080 m s. n. m.

## Demografía
Para el año 2022, La Granja cuenta con una población estimada de 4587 habitantes, y para el último censo efectuado, en 2011, La Granja contaba con una población de 4119 habitantes.

## Localidades
- Barrios: Amistad.

## Transporte

### Carreteras
Al distrito lo atraviesan las siguientes rutas nacionales de carretera:
- Ruta nacional 1
- Ruta nacional 135
- Ruta nacional 169